# Patriarchalizm
Patriarchalizm – pojęcie socjologiczne oznaczające dominację w stosunkach rodzinnych i społecznych mężczyzny, będącego głową rodziny. 
Najważniejszymi założeniami patriarchalizmu społecznego są:
- rozróżnienie pozycji kobiet, dzieci i nieżonatych mężczyzn, od pozycji ojca rodziny, pod którego są oni opieką,
- uprzywilejowanie społeczne dorosłego mężczyzny, który jest głową rodziny (nie musi to oznaczać niższego statusu kobiety, oznacza jednak, że to mężczyzna reprezentuje dom oraz może reprezentować lokalną społeczność),
- obowiązek zapewnienia środków materialnych i bezpieczeństwa najbliższym krewnym, spoczywający na głowie rodziny.

## Rozwój historyczny

### Okresprehistoryczny
Patriarchalizm był formą organizacji hierarchii rodzinnej, a następnie klanowej (rodowej) w społecznościach pierwotnych. Alternatywna do niego forma matriarchalizm występuje między innymi w społecznościach Khasi, (matrylinearnej i matrylokalnej kulturze północnowschodnich Indii), czy Mosuo w południowozachodnich Chinach. 

### Cesarstwo Rzymskie
Patriarchalizm cechował znane nam starożytne cywilizacje, w tym także rzymską, w którego początkach pozycja mężczyzny była nieporównywalnie silniejsza od pozycji kobiety.
Przykładem wyższej pozycji mężczyzny w prawie rzymskim była instytucja Repudium - jednostronnego odrzucenia kobiety przez mężczyznę, równoważna z rozwodem.

### Współcześnie
Współcześnie wiele systemów społecznych opartych na ustroju plemiennym czy rodowym charakteryzuje się patriarchalną pozycją mężczyzny w rodzinie. Rola męża i ojca rodziny nie daje mu możliwości rozporządzania jej członkami jak rzeczami (tak było np. w czasach wczesnego Cesarstwa rzymskiego), jednak zdecydowanie uprzywilejowuje go, jako głowę rodziny, w stosunkach społecznych, a niekiedy i prawnych. 
Ograniczony patriarchalizm zaobserwować możemy współcześnie m.in. w kulturach islamskich.

## Patriarchalizm w religiach

### Chrześcijaństwo
W okresie rozwoju chrześcijaństwa patriarchalizm, chociaż obecny w nauczaniu Kościoła, ulega znacznym ograniczeniom, zwłaszcza w sferze prawa.

### Islam
W znacznym stopniu dogmaty religii stawiają mężczyznę, zwłaszcza głowę rodziny na pozycji predestynowanej do zajmowania stanowisk publicznych, kształcenia się i obrony rodziny.